# Portret Konstantego Laszczki
Portret Konstantego Laszczki – obraz autorstwa Leona Wyczółkowskiego, namalowany w latach 1901–1902. Obecnie dzieło znajduje się w zbiorach Akademii Sztuk Pięknych w Krakowie.